# Villasequilla
Villasequilla ist eine zentralspanische Gemeinde mit 2.621 Einwohnern (Stand: 2024) in der Provinz Toledo der Region Kastilien-La Mancha. 

## Lage und Klima
Villasequilla liegt im Norden der historischen Landschaft der La Mancha ca. 27 km (Fahrtstrecke) ostnordöstlich der Stadt Toledo in einer Höhe von ca. 525 m. 
Das Klima im Winter ist rau, im Sommer dagegen trocken und warm; der spärliche Regen (ca. 451 mm/Jahr) fällt überwiegend in den Wintermonaten.

## Bevölkerungsentwicklung
| Jahr      | 1970 | 1981 | 1991 | 2001 | 2011 | 2021 |
| Einwohner | 2354 | 2298 | 2387 | 2307 | 2664 | 2593 |

## Sehenswürdigkeiten
- Magdalenenkirche (Iglesia de Santa María Magdalena)
- Magdalenenkapelle

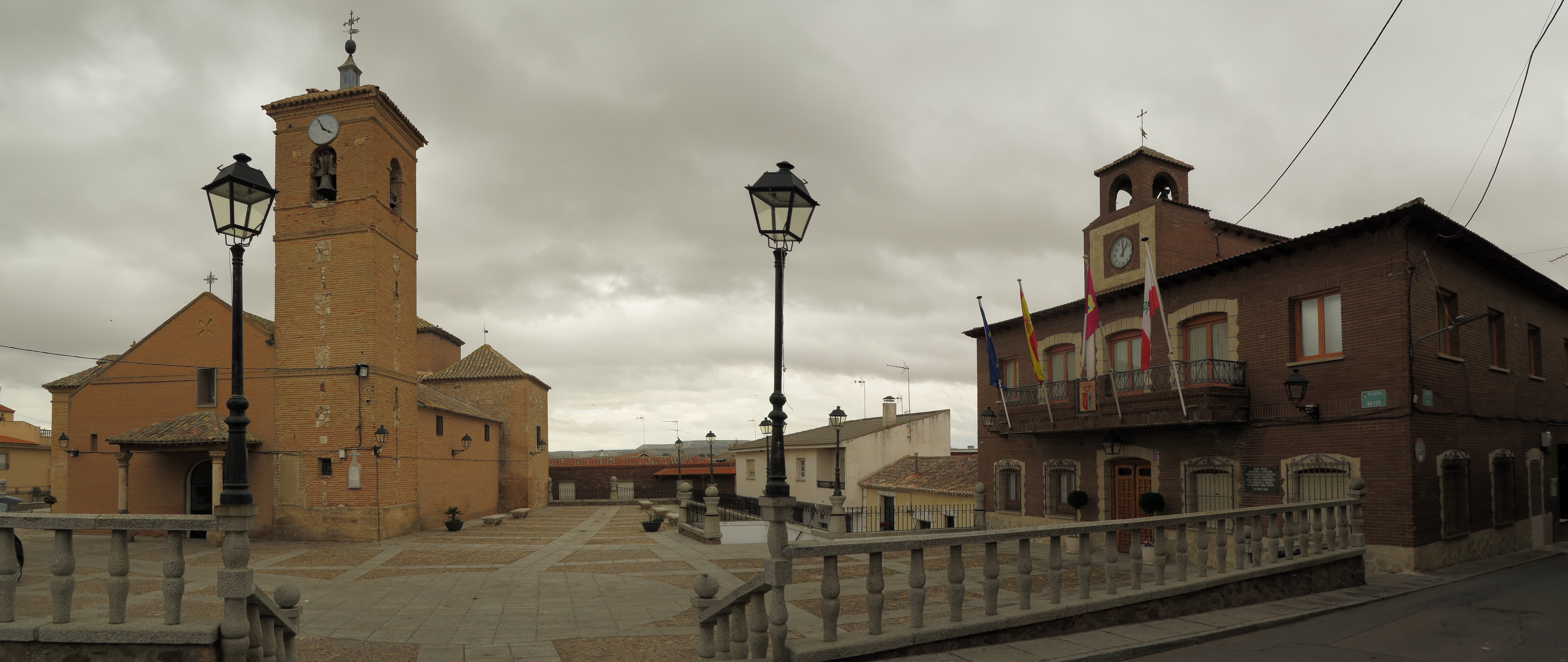
Großer Platz mit Magdalenenkirche und Rathaus